# York (Maine)
York è una città degli Stati Uniti d'America, nella contea di York, nello Stato del Maine. La popolazione era di 12.854 abitanti nel censimento del 2000. York fu fondata nel 1652.